# El Reino
El Reino fue un periódico editado en la ciudad española de Madrid entre 1859 y 1866, en las postrimerías del reinado de Isabel II.

## Historia
Su primer número apareció el 15 de octubre de 1859. Editado en Madrid y con periodicidad diaria, el periódico se imprimió primeramente en la imprenta de A. Vicente, más tarde lo haría en otras, terminando en la de M. Tello. Contaba originalmente con cuatro páginas de 0,400x0,355 m, dimensiones que se ampliaron a 0,530x0,380 m el 29 de julio de 1863.
Vinculada a la Unión Liberal, la publicación fue fundada por Lorenzo Nicolás Quintana. Más tarde tuvo como directores a Pedro Mendo de Figueroa, Manuel Cañete, N. Goñi y, finalmente, a Gabriel Estrella. Cesó el 10 de noviembre de 1866.
Participaron en su redacción nombres como los de Serafín Adame y Muñoz, Ángel Avilés, Enrique Azurrumendi, Agustín Bueso Pineda, Aquiles Campuzano, Manuel Cañete, Cayetano Ester, Eduardo Fernández Reguero, Modesto Fernández y González, Benjamín Fernández Vallín, Guillermo Forteza, Jacinto García Pérez, Eduardo García de la Varga, Francisco Giner de los Ríos, Salvador López Guijarro, Adolfo Llanos y Alcaraz, Fernando Martínez Pedrosa, José María Ortega y Zapata, Juan Pérez de Guzmán, Ramón Rodríguez Correa y Laureano Sánchez de Garay.